# Хайд, Дуглас
Ду́глас Росс Хайд (англ. Douglas Ross Hyde, ирл. Dubhghlas de hÍde, псевдоним — ирл. An Craoibhín Aoibhinn; 17 января 1860, Каслри, графство Роскоммон, Ирландия — 12 июля 1949, Дублин) — ирландский государственный и политический деятель, первый президент Ирландии с 25 июня 1938 по 24 июня 1945 года.

## Биография
Был одним из первых профессоров ирландского языка в Национальном университете Ирландии и известным поэтом и фольклористом, в 1893 году стал одним из основателей и председателем Гэльской лиги — организации, пропагандировавшей ирландские язык и культуру, членами которой были среди прочих Имон де Валера, Патрик Пирс и Майкл Коллинз, впоследствии организаторы Ирландской войны за независимость. В 1915 году, недовольный возрастающей военизированностью Гэльской лиги, Хайд сложил с себя президентские полномочия. В войне он не принимал участие и не поддерживал Шин Фейн, в 1922 году после получения Ирландией независимости был назначен сенатором, но в 1925 году ушёл в отставку из-за критики в его адрес, связанной с исповеданием Хайдом протестантизма.
В 1938 году после принятия в Ирландии республиканской конституции по соглашению между всеми политическими партиями страны выдвинут на президентство и как единственный кандидат вступил в должность. Из-за ухудшившегося здоровья и несогласия с политикой кабинета Имона де Валеры отказался выдвигаться на второй срок, и его сменил Шон Томас О’Келли.
Дуглас Хайд был одним из спонсоров и покровителей Гэльской атлетической ассоциации, пока его не лишили членства за то, что он в нарушение правил посетил матч по футболу (в то время посещение или участие в матчах по неирландским видам спорта запрещалось). Этот запрет был введён в 1901 году, а отменён уже после смерти Хайда, в 1971 году.